# 마량초등학교
마량초등학교는 대한민국 전라남도 강진군에 있는 공립 초등학교이다.

## 학교 연혁
- 1943년 4월 6일 대구남공립국민학교 개교
- 1971년 9월 4일 원포분교 설립
- 1975년 4월 23일 마량국민학교로 교명 개명
- 1995년 3월 1일 원포분교 본교로 통폐합
- 1996년 3월 1일 마량초등학교로 교명 개명

## 참고 자료
- 마량초등학교 - 한국교육학술정보원 학교알리미